# Zwiastowanie (fresk Giotta)
Zwiastowanie – fresk autorstwa Giotto di Bondone namalowany ok. 1305 roku dla kaplicy Scrovegnich w Padwie.
Jeden z 40 fresków namalowanych przez Giotta w kaplicy Scrovegnich należący do cyklu scen przedstawiających życie Joachima i Anny, Marii oraz Chrystusa.

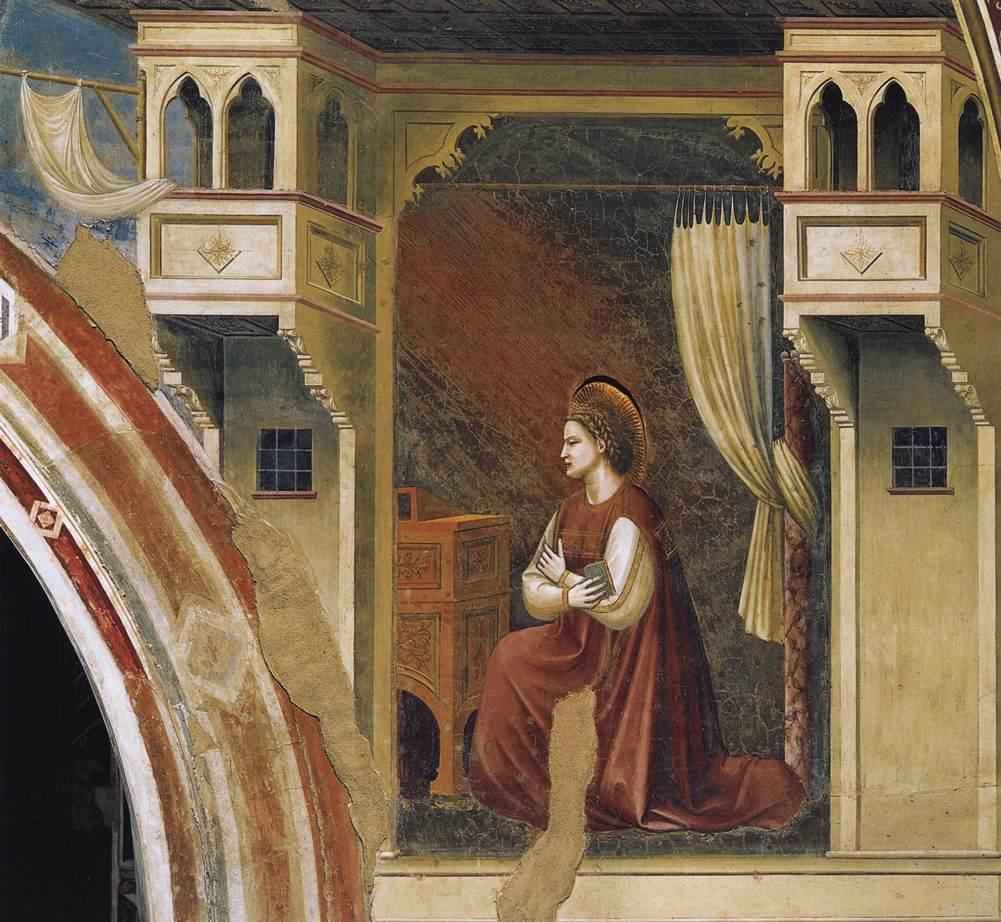

Obraz przedstawia scenę z Nowego Testamentu opisaną jedynie w kanonicznej Ewangelii Łukasza. Scena składa się z dwóch rozdzielonych fresków umieszczonych po obu stronach łuku nad ołtarzem. Giotto stworzył tu fałszywe nisze, imitujące wnętrze, w których znajduje się Archanioł i Maria. Wiszące balkony namalowane w skrócie, wiszące zasłony na drążku tworzą perspektywę i wrażenie głębi. Przedstawiony Anioł (po lewej) i Maria (po prawej stronie) klęczą i są skierowani naprzeciw siebie. Dzielący ich dystans przybliża kontakt wzrokowy.
Giotto przedstawiając postacie z profilu, namalował złote aureole w kształcie owalu, co było nowością w sztuce sakralnej.